# Arenal del Sur
Arenal del Sur – miasto w Kolumbii, w departamencie Bolívar.